# マスコギー (哨戒フリゲート)
| 画像をアップロード | |
| 艦歴               | |
| 発注               | |
| 起工               | 1943年9月18日                                                                                                   |
| 進水               | 1943年10月18日                                                                                                  |
| 就役               | 1944年3月16日                                                                                                   |
| 退役               | 1945年8月26日                                                                                                   |
| その後             | |
| 除籍               | 1972年9月15日                                                                                                   |
| 性能諸元           | |
| 排水量             | 基準 1,430トン 満載 2,415トン                                                                                   |
| 全長               | 303 ft 11 in (92.6 m)                                                                                           |
| 全幅               | 37 ft 6 in (11.4 m)                                                                                             |
| 吃水               | 13 ft 8 in (4.1 m)                                                                                              |
| 機関               | ボイラー3基 5,500軸馬力 タービン2基 2軸推進                                                                     |
| 最大速力           | 20ノット (37 km/h)                                                                                              |
| 航続距離           | |
| 乗員               | 190名 |
| 兵装               | 3インチ50口径対空砲3門 40mm機関砲 4門 20mm機関砲 9門 ヘッジホッグ 1基 対潜爆雷投射機（Y砲）8基 爆雷投下軌条 2条 |

マスコギー (USS Muskogee, PF-49) は、アメリカ海軍の哨戒フリゲート。タコマ級フリゲートの1隻。艦名はオクラホマ州マスコギーに因む。

## 艦歴
マスコギーは1943年9月18日にカリフォルニア州ウィルミントンのコンソリデーテッド・スチール社で起工した。1943年10月18日にS・B・ハドソン夫人（マスコギーの市長の妻）によって命名、進水し、1944年3月16日に艦長ルーファス・E・ムレツコウスキー沿岸警備隊中佐の指揮下就役した。
カリフォルニア沖での訓練および演習の後、マスコギーは1944年6月18日にサンペドロを出航、ヌメアに向かい7月18日に到着、同地を拠点として偵察および護衛任務に従事し、フンボルト湾占領後はそちらを拠点とした。ニューギニア近辺での対潜哨戒および船団護衛任務を10月まで続け、10月18日にレイテ島侵攻部隊の第二次支援を護衛するため出航、10月24日にサンペドロ湾に到着し、上陸部隊を揚陸させたLSTが帰還の列を形成するために待機している間、敵機の空襲から輸送および補給船の護衛を行った。護衛を担当した船団は26日に離脱し、再び攻撃を受けた。マスコギーは敵機を何機か撃墜している。11月前半に行われた2度目のレイテ島への護衛任務ではそれほど劇的な戦闘は行われなかった。
ニューギニアでの巡航任務を終えて、マスコギーは12月15日に真珠湾に到着、その後1945年1月12日にダッチハーバーに到着し、アリューシャン列島で同様の任務に従事した。7月6日にエイダックを出航、修理のためシアトルに向かう。作業が完了するとアラスカに戻り、1945年8月26日にコールド・ベイで退役した。
マスコギーはレンドリース法に基づき1945年8月27日にソ連政府に貸与され、その後1949年11月1日に日本で返還された。
1950年10月23日に大韓民国に貸与され、豆満江（トマンガン、ROK Dumangang, PF-61）として就役した。1973年10月1日に防衛援助計画の下正式に移管された。その後は不明である。
マスコギーは第二次世界大戦の戦功で1個の従軍星章を受章した。

## 参照
- この記事はアメリカ合衆国政府の著作物であるDictionary of American Naval Fighting Shipsに由来する文章を含んでいます。 記事はここで閲覧できます。